# Hydnellum frondosum
Hydnellum frondosum är en svampart som beskrevs av K.A. Harrison 1961. Hydnellum frondosum ingår i släktet korktaggsvampar och familjen Bankeraceae.   Inga underarter finns listade i Catalogue of Life.